# 豊郷病院
公益財団法人 豊郷病院（とよさとびょういん）は、滋賀県犬上郡豊郷町にある病院。

## 概要
1925年4月27日に内務大臣の許可を経て、七代目伊藤長兵衛の私財寄付により病院を設立。当初は病床18床、外科・内科が主力の小規模な運営であった。1952年12月19日には伝染病棟を併設し、近隣町村の伝染病患者を受け入れた。1958年10月1日に総合病院に指定されてからは地域総合医療機関を標榜した。平成期に入ってからは病院外に介護事業を設置して老人保健施設や訪問看護にも注力している。
豊郷病院附属臨床精神医学研究所においては、刑事事件や成人後見開始の審判などの精神鑑定を行っている。

## 沿革
- 1926年（大正15年）7月6日 - 本館竣工
- 1952年（昭和27年）12月19日 - 豊郷村外11ヶ町村伝染病院組合立の伝染病棟併設
- 1958年（昭和33年）10月1日 - 総合病院指定
- 1967年（昭和42年）3月1日 - 救急病院指定
- 2001年（平成13年）2月16日 - 内視鏡センター開設
- 2002年（平成14年）10月1日 - 財団法人豊郷病院近代化工事新館オープン
- 2010年（平成22年）4月1日 - 豊郷病院附属臨床精神医学研究所設立

## 診療科
- 内科
- 循環器科
- 消化器科
- 呼吸器科
- 呼吸器外科
- 外科
- 脳神経外科
- 整形外科
- 泌尿器科
- 皮膚科
- 婦人科
- 耳鼻咽喉科
- 眼科
- 小児科
- 歯科
- 歯科口腔外科
- 精神科
- 脳神経内科
- リハビリテーション科
- 放射線科
- 心療内科（休診中）

## 外部施設
- 認知症疾患医療センター (同敷地内)
- 介護老人保健施設
- グループホーム2か所
- デイサービスセンター2か所
- 訪問居宅介護支援センター2か所・看護ステーション3か所

## アクセス
- 近江鉄道本線（湖東近江路線）豊郷駅下車、徒歩約2分。

## 参考資料
- 公益財団法人豊郷病院公式サイト 病院概要